# The Beautiful Blonde from Bashful Bend
The Beautiful Blonde from Bashful Bend (bra Esta Loura É um Demônio) é um filme estadunidense de 1949, dos gêneros faroeste e comédia romântico-musical, escrito, produzido e dirigido por Preston Sturges com base numa história de Earl Felton. É estrelado por Betty Grable ao lado de Cesar Romero e Rudy Vallée.
O filme, a primeira produção em Technicolor de Sturges, não foi bem recebido na época em que foi lançado e foi geralmente considerado um desastre - até mesmo Betty Grable falou mal dele - mas com o passar do tempo, sua reputação melhorou, embora não seja no mesmo nível das comédias inteligentes que Sturges fez na Paramount Pictures pelas quais ele é conhecido.
Beautiful Blonde from Bashful Bend foi o último filme estadunidense em que Sturges esteve envolvido - embora ele tenha sido creditado em remakes ou adaptações de seus filmes anteriores. Ele dirigiu apenas mais filme durante sua vida, a comédia francesa de 1955, Les Carnets du Major Thompson (que foi lançada nos Estados Unidos como The French, They Are Funny Race).

## Elenco
- Betty Grable ... Winifred "Freddie" Jones
- Cesar Romero ... Blackie Jobero
- Rudy Vallée ... Charles Hingleman
- Olga San Juan ... Conchita
- Porter Hall ...  Judge Alfalfa J. O'Toole
- Hugh Herbert ... Doctor
- Al Bridge ... Sheriff Ambrose
- El Brendel ... Mr. Jorgensen
- Sterling Holloway ... Basserman Boy
- Dan Jackson ...  Basserman Boy
- Emory Parnell ... Mr. Julius Hingleman
- Pati Behrs ... Roulette
- Richard Hale ... Gus Basserman
- Chris-Pin Martin ...  Joe the Bartender

## Produção
Os títulos de trabalho deste filme foram "Teacher's Pet" e "The Blonde from Bashful Bend". De acordo com o Hollywood Reporter, as filmagens foram originalmente programadas para começar em setembro de 1947, mas foram "temporariamente suspensa" em outubro de 1947, o atraso foi necessário em virtude das preocupações financeiras, já que o chefe de produção do estúdio Darryl F. Zanuck foi relutante em fazer um filme em Technicolor de alto orçamento na época. Durante o intervalo, Preston Sturges escreveu e dirigiu Odeio-te Meu Amor, sua primeira produção para a Twentieth Century-Fox. Embora Betty Grable já tivesse sido anunciada como a estrela do filme, Sturges esperava ter June Haver como "Freddie". Os arquivos do filme revelam que o chefe da Motion Picture Production Code (PCA), Joseph I. Breen, advertiu o estúdio a tomar cuidado com o roteiro e em especial com os figurinos das mulheres. A cena final do filme foi filmado por outro diretor por insistência de Zanuck, que não gostou do original escrito por Sturges.